# Neptun Werft
Die Neptun Werft GmbH & Co. KG ist eine 1850 gegründete deutsche, in Rostock beheimatete Schiffswerft an der Warnow, die seit 1997 zur Meyer-Neptun-Gruppe gehört.

## Geschichte

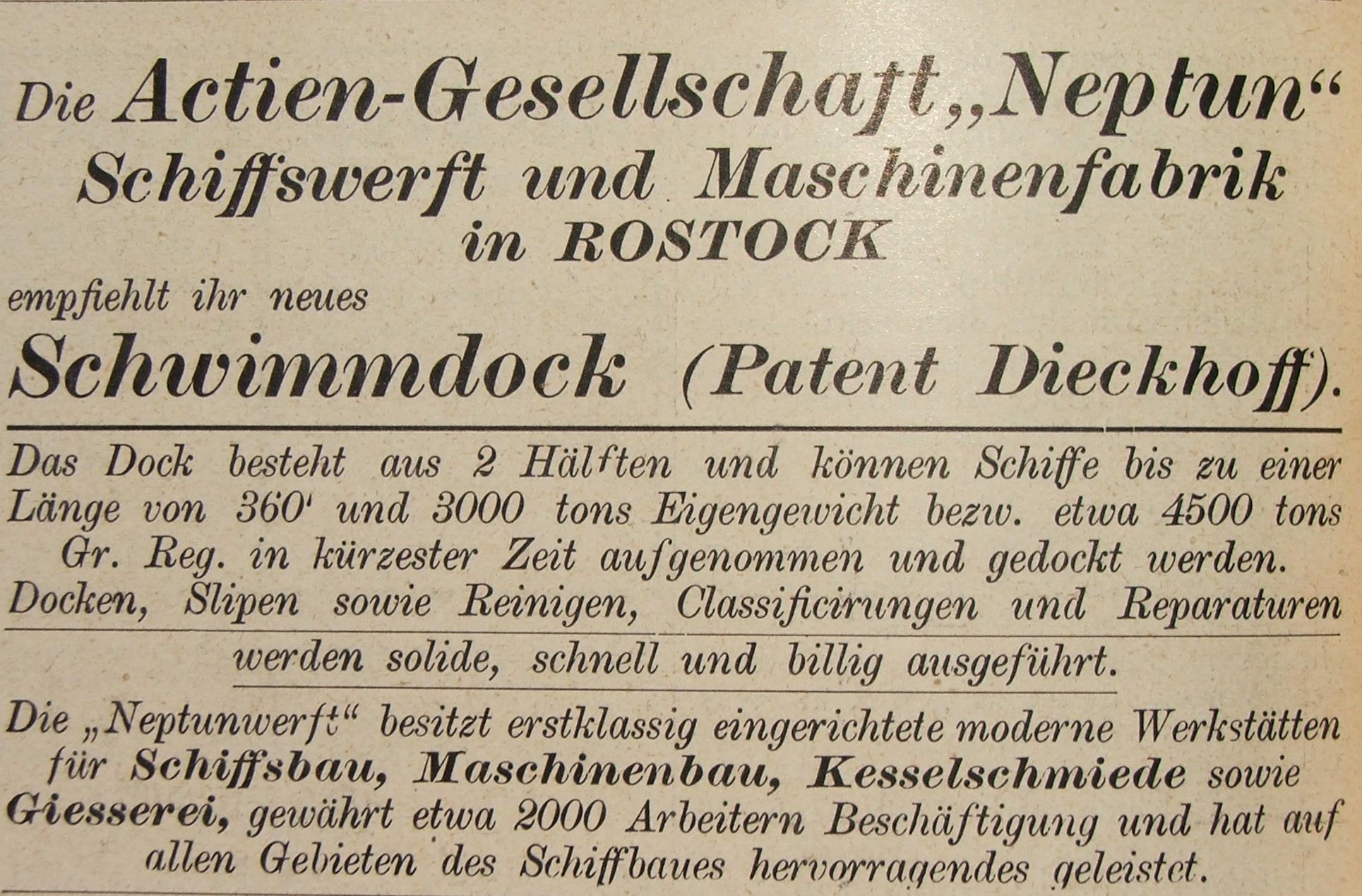
Werbung der AG Neptun von 1913

Aktie über 20 RM der AG Neptun Schiffswerft und Maschinenfabrik vom 31. August 1927

Gegründet 1850 als „Schiffswerft und Maschinenfabrik von Wilhelm Zeltz und Albrecht Tischbein“, wurde sie 1890 unter Direktor Henry Eugen Johns in die Actien-Gesellschaft „Neptun“ Schiffswerft und Maschinenfabrik in Rostock umgewandelt. Unter Johns Nachfolger, dem jungen Vorstand Gerhard Barg, expandierte sie stark. Mehr als 1500 neue Schiffe wurden gebaut, noch mehr repariert und umgebaut. Der erste eiserne Schraubendampfer Deutschlands, die Erbgroßherzog Friedrich Franz, lief 1851 vom Stapel. Die Pampa war der einzige in Rostock gebaute Frachtsegler der Hamburger Reederei F. Laeisz und zugleich 1891 das letzte für diese Reederei mit der Bau-Nr. 125 gebaute Vollschiff. Es galt zu der Zeit als das schnellste Schiff von Laeisz und machte zahlreiche Fahrten nach Chile in weniger als 70 Tagen.
Während des Ersten Weltkriegs wurden für die Kaiserliche Marine Minensuchboote der Typen M 1914, M 1915 und M 1916 gebaut, sowie ab 1918 U-Boote des Typs UF, von denen einige noch von Stapel liefen, aber aufgrund des Waffenstillstands nicht mehr fertiggestellt, sondern umgehend abgewrackt wurden. Zudem war die Neptun-Werft auch für den Bau des UG-Typs vorgesehen.
Ab 1927 gehörte die Werft zur Deutschen Schiff- und Maschinenbau Aktiengesellschaft.

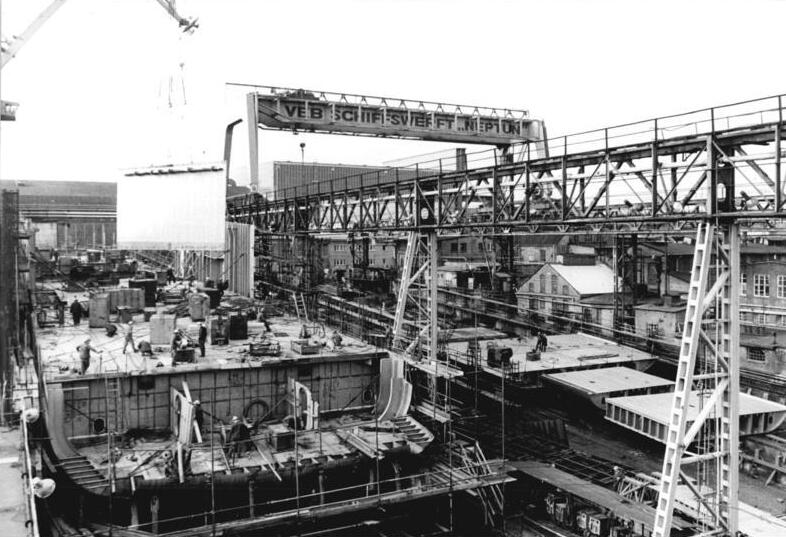
Helling der Schiffswerft Neptun, 24. Juni 1985

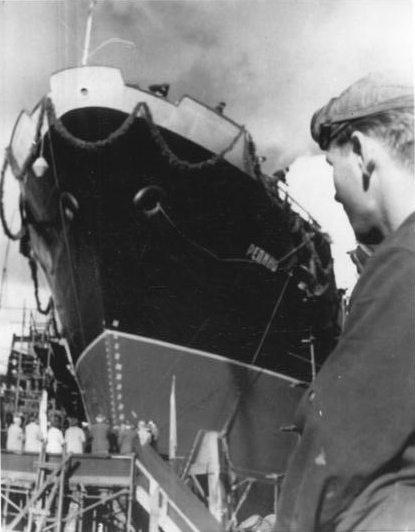
Stapellauf 1969

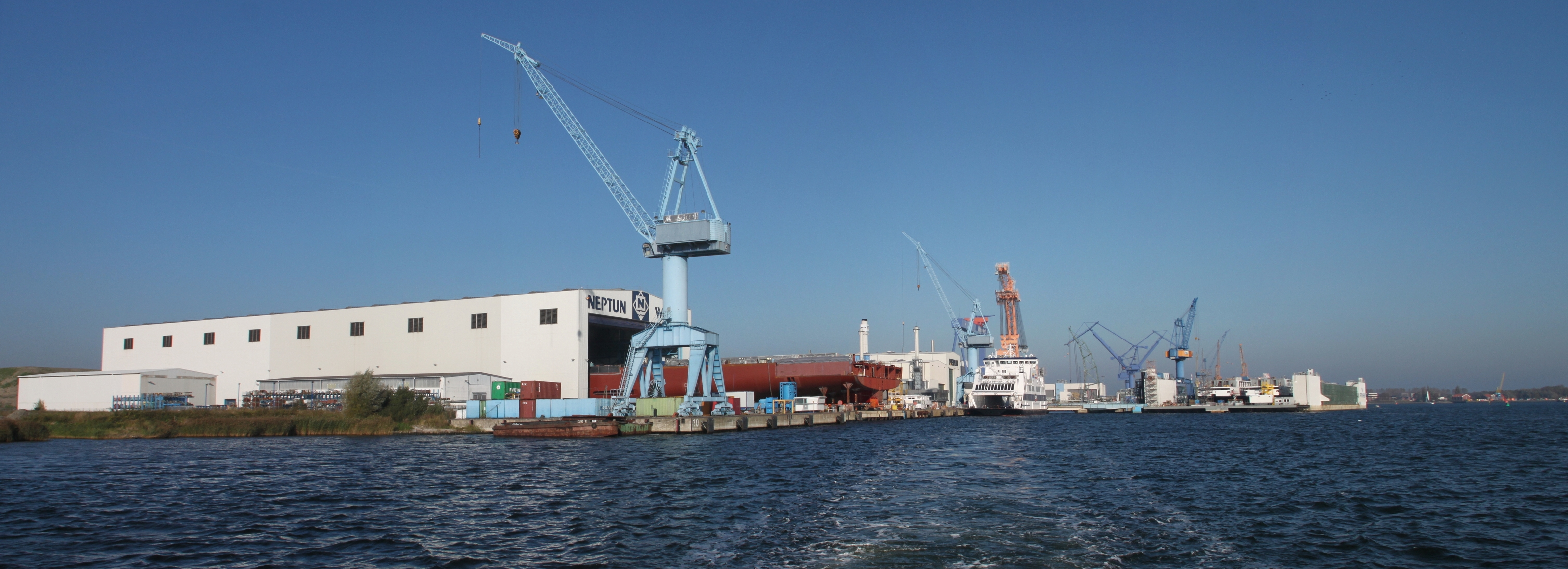
Blick auf die Montagehalle der Werft, sie misst 180 × 45 Meter

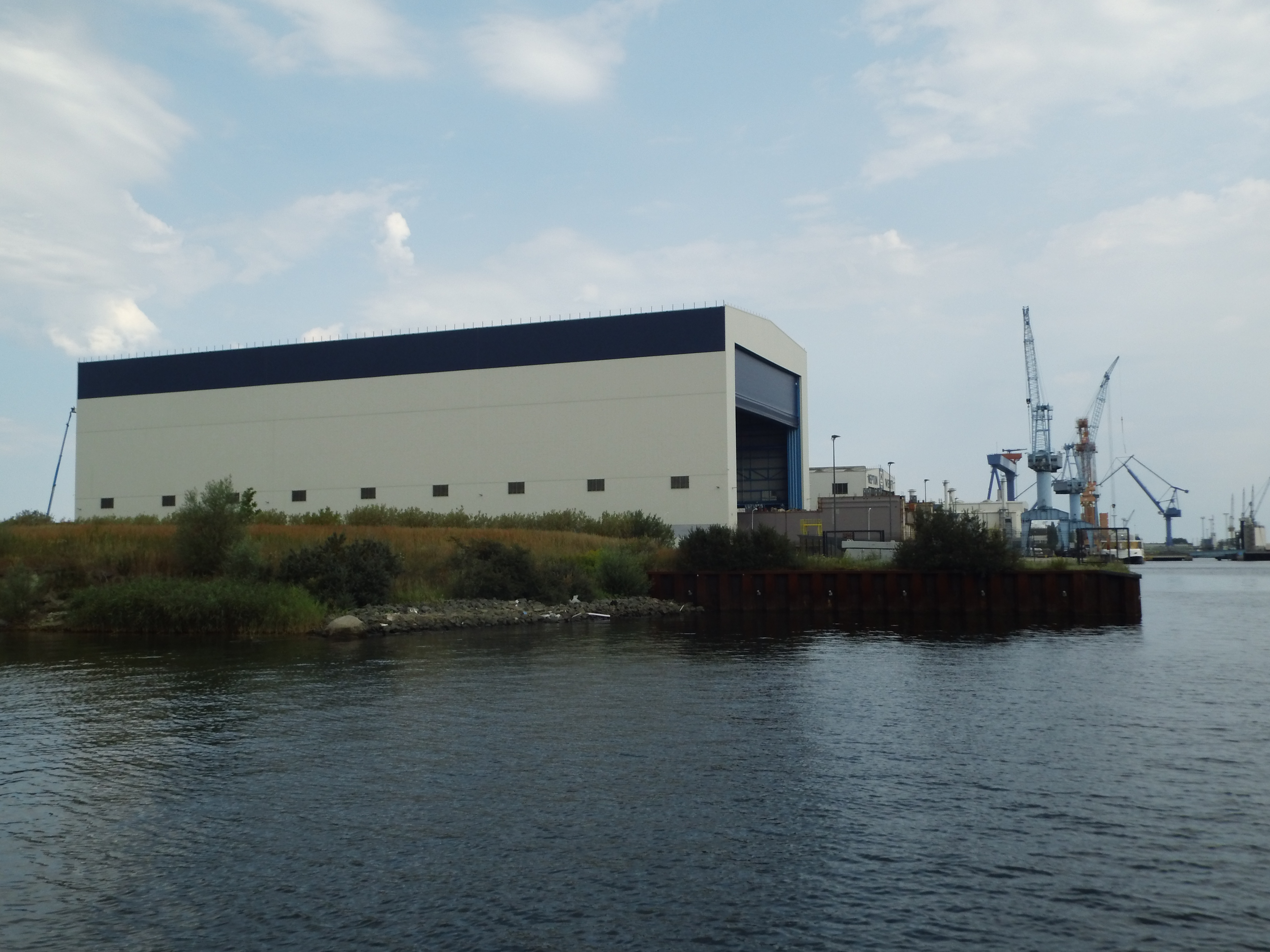
Die bis 2018 neu errichtete Halle

Während des Zweiten Weltkriegs bildete die Neptun-Werft gemeinsam mit den Ernst Heinkel Flugzeugwerken einen Schwerpunkt der Rüstungsindustrie in Rostock. Ab 1941 wurden zehn U-Boote vom Typ VII C und ab 1944 Minensuchboote der Klasse 1943 gebaut.
Nach dem Ende des Zweiten Weltkriegs wurde die Werft in die Sowjetische Aktiengesellschaft SAG Neptun umgewandelt. In den Nachkriegsjahren wurden vorwiegend Reparationsleistungen für die Sowjetunion (UdSSR) wie Neubauten von Hebeschiffen und Loggern durchgeführt. 1953 wurde aus der SAG ein Volkseigener Betrieb und die Werft hieß ab diesem Zeitpunkt VEB Schiffswerft Neptun. Ab 1979 war der Betrieb Teil des Kombinats Schiffbau. Die Werftanlagen wurden bis 1989 ständig erweitert, zuletzt erstreckten sie sich vom Kabutzenhof bis nach Bramow. Zur Wende hatte die Werft über 7000 Beschäftigte. Zur Schiffswerft Neptun gehörten eine Reparaturwerft für militärische Schiffe in Gehlsdorf, ein Betriebsteil im Patriotischen Weg, eine KfZ-Werkstatt in der Budapester Straße sowie der Betriebssportplatz „Rote Erde“ an der Hans-Sachs-Allee. Es wurden Frachtschiffe, Fischlogger, Hebeschiffe, Feuerlöschboote, Fähren, Schlepper, Eisenbahnfährschiffe, Forschungsschiffe, Schwimmkräne, Eimerkettenschwimmbagger, RoRo-Frachter und Mehrzweck-Containerschiffe gefertigt.
Nach der deutschen Wiedervereinigung gehörte die Werft zum Bremer-Vulkan-Verbund. Sie musste 1991 wegen von EU-Beschränkungen den Schiffsneubau einstellen und beschränkte sich fortan auf die Reparatur und Modernisierung von Schiffen, die Lieferung von schiffbaulichen Komponenten und die Einrichtung von RoRo-Schiffen.
1993 erfolgte die Umfirmierung zur Neptun Industrie Rostock GmbH; 1997 wurde das Unternehmen Teil der Meyer-Werft-Unternehmensgruppe. Zunächst wurden Sektionen für die Meyer Werft gefertigt und Schiffsreparaturen durchgeführt, aufgrund der EU-Beschränkungen durften keine seegängigen Schiffsneubauten gefertigt werden.

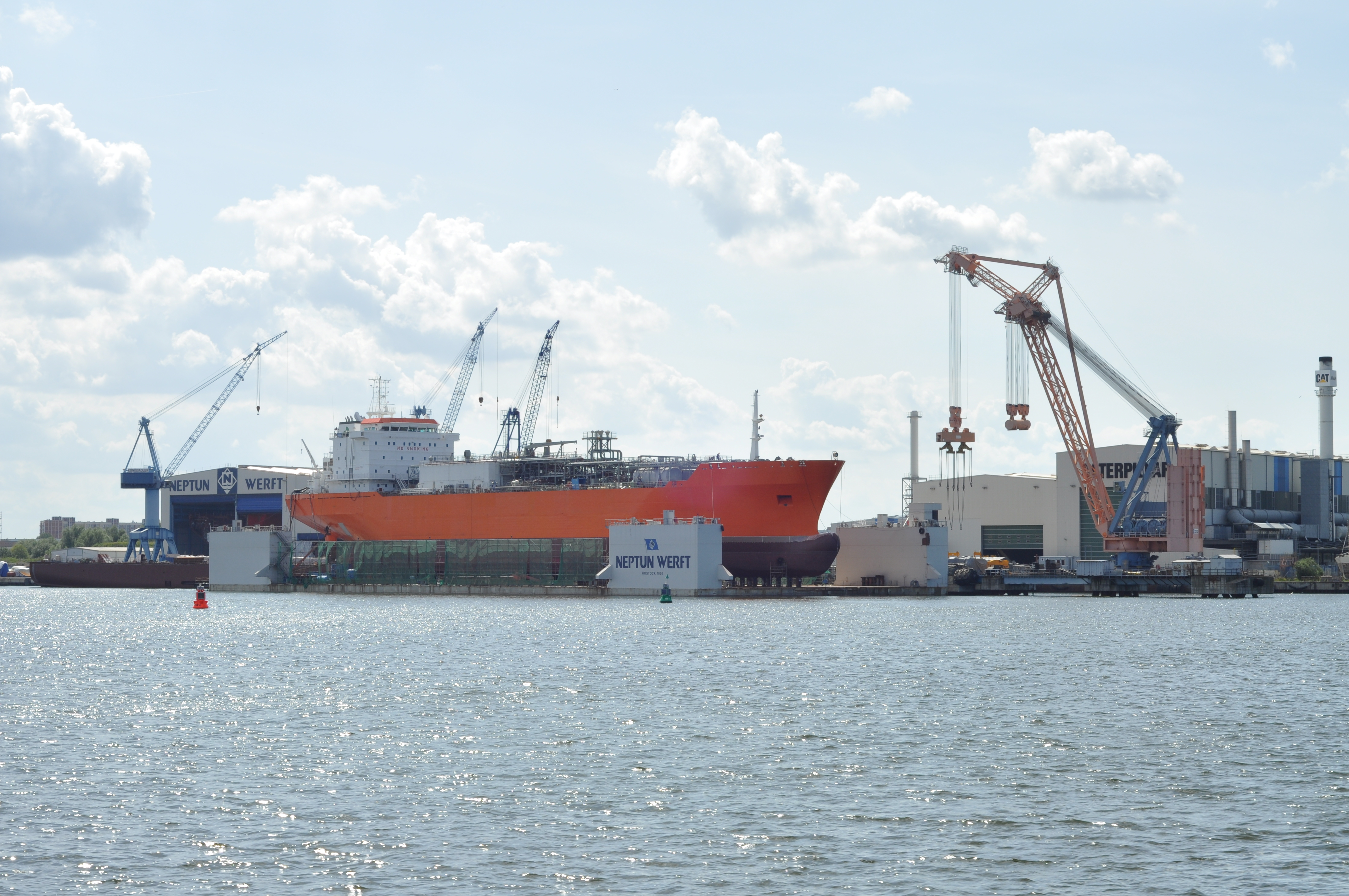
Neptun-Werft von der Warnow aus gesehen, Juli 2009

2000 wurde die Werft vom Rostocker Stadtzentrum an den heutigen Standort verlegt. Erstes Projekt war der Umbau des Containerschiffes Al Shuwaikh zu einem Tiertransporter im Jahr 2001.
Seit 2001 werden auf der Neptun-Werft am neuen Standort weiter Warnow-abwärts wieder Schiffe gebaut. Hier begann im November 2002 der Bau neuer Fertigungshallen mit einer Länge von 180 und einer Breite von 45 Metern. Am neuen Standort werden im Wesentlichen lange Flusskreuzfahrtschiffe wie die A-Rosa Bella oder die Viking Longships gebaut, da diese nicht den EU-Beschränkungen für den Schiffsneubau unterliegen. Man konzentriert sich auf Modernisierung und Reparatur von Schiffen sowie die Herstellung von schiffbaulichen Ausrüstungskomponenten (zum Beispiel Bauteile für RoRo-Schiffe, Luxusyachten, Fähranleger und Kräne).
Im März 2006 wurde der Firmenname von Neptun Stahlbau GmbH in Neptun Werft GmbH geändert.
Bis 2006 verfügte die Werft über ein Schwimmdock. Es konnte Schiffe mit bis zu 230 × 39 Metern aufnehmen und besaß eine Hebekapazität 23.000 Tonnen. Es wurde nach Trinidad und Tobago verkauft; als Ersatz erhielt die Werft 2006 eine 150 Meter lange und 55 Meter breite Absenkvorrichtung. Sie wurde von der Hermann Kassens Bauunternehmung GmbH und Doka NL gebaut. Sie entstand in zwei Elementen mit einer Breite von jeweils 27,50 Metern im Außendock der Meyer Werft in Papenburg und wurde anschließend bei der Warnowwerft in Warnemünde zusammengesetzt.
Auf der Neptun Werft werden auch Maschinenraummodule (FERU – Floating Engine Room Unit) gefertigt, die schwimmend zu den Werften in Papenburg und Turku überführt und dort verbaut werden. Sie haben eine Länge von 140 Metern, eine Höhe von 16 Metern, beziehungsweise vier Decks, und eine Breite von bis zu 46 Metern. Die Neptun Werft fertigt bis zu vier solcher Module pro Jahr. Die Maschinen der Schiffe entstehen regelmäßig im benachbarten Betrieb von Caterpillar und werden anschließend auf der Neptun Werft in die Maschinenraummodule eingebaut.
Das Unternehmen beschäftigte im März 2016 etwa 525 Mitarbeiter; ungefähr 600 Mitarbeiter waren bei Zulieferunternehmen beschäftigt. Seit 2014 ist die Werft eine GmbH & Co. KG.
Im Oktober 2016 wurde beschlossen, bis 2018 eine neue Schiffbauhalle, Halle 8a zu errichten. Am 29. Juni 2017 erfolgte die Grundsteinlegung. Die Halle ist 180 Meter lang und 65 Meter breit und kostete etwa 50 Millionen Euro. Die Höhe beträgt 56 Meter. Die Halle wurde im Frühjahr 2018 in Betrieb genommen. Das erste dort erbaute Projekt war das im August 2018 fertiggestellte Maschinenraummodul der Norwegian Encore.
2018 begann die Neptun Werft mit der Verlegung des Zentrallagers vom Werftgelände in das Gewerbegebiet am Schmarler Damm im Stadtteil Schmarl. Der Lagerkomplex bietet der mehr als doppelt so viel Fläche wie die bisherigen Lagerhallen.
Im März 2021 lieferte die Neptun Werft mit der Viking Gymir und der Viking Egdir die vorerst letzten Flusskreuzfahrtschiffe ab. Fortan baute die Werft ausschließlich Sektionen für die beiden anderen Standorte der Gruppe. Im selben Jahr erhielt die Werft den Auftrag zum Bau eines Yacht-Rumpfes für Abeking & Rasmussen bis 2023.[veraltet] Ferner ist die Werft als Partner der Lürssen-Werft am Bau der zwei Marinebetriebsstoffversorger der Klasse 707 für die Deutsche Marine beteiligt.
2023 wurde der beabsichtigte Einstieg in den Bau von Offshore-Anlagen bekannt. Die Arbeiten sollen gemeinsam mit dem belgischen Unternehmen Smulders erfolgen. Zur Erweiterung des Werftgeländes erwarb die Neptun Werft das benachbarte ehemalige Caterpillar-Gelände, welches zum Teil an das Fraunhofer IGP vermietet wird. Weiter soll ein Teil der Fläche des benachbarten Marinearsenals genutzt werden. Eine zivile Nutzung des Arsenalgeländes scheiterte allerdings zunächst an Sicherheitsbedenken des Militärischen Abschirmdienstes. Am 15. November 2023 unterzeichneten Bund, Land sowie die beteiligten Unternehmen eine Vereinbarung zur Nutzung von 20 Hektar des Arsenalgeländes zur Herstellung von Konverterplattformen. Hierzu gründeten die Meyer-Werftengruppe und Smulders das Joint-Venture Neptun Smulders Engineering. Das gemeinsame Unternehmen nahm nach Genehmigung durch die Wettbewerbsbehörden im Januar 2024 den Betrieb auf.
2024 führte die Werft als erster Industriebetrieb in Mecklenburg-Vorpommern die 35-Stunden-Woche ein.

## Ehemaliges Werftgelände

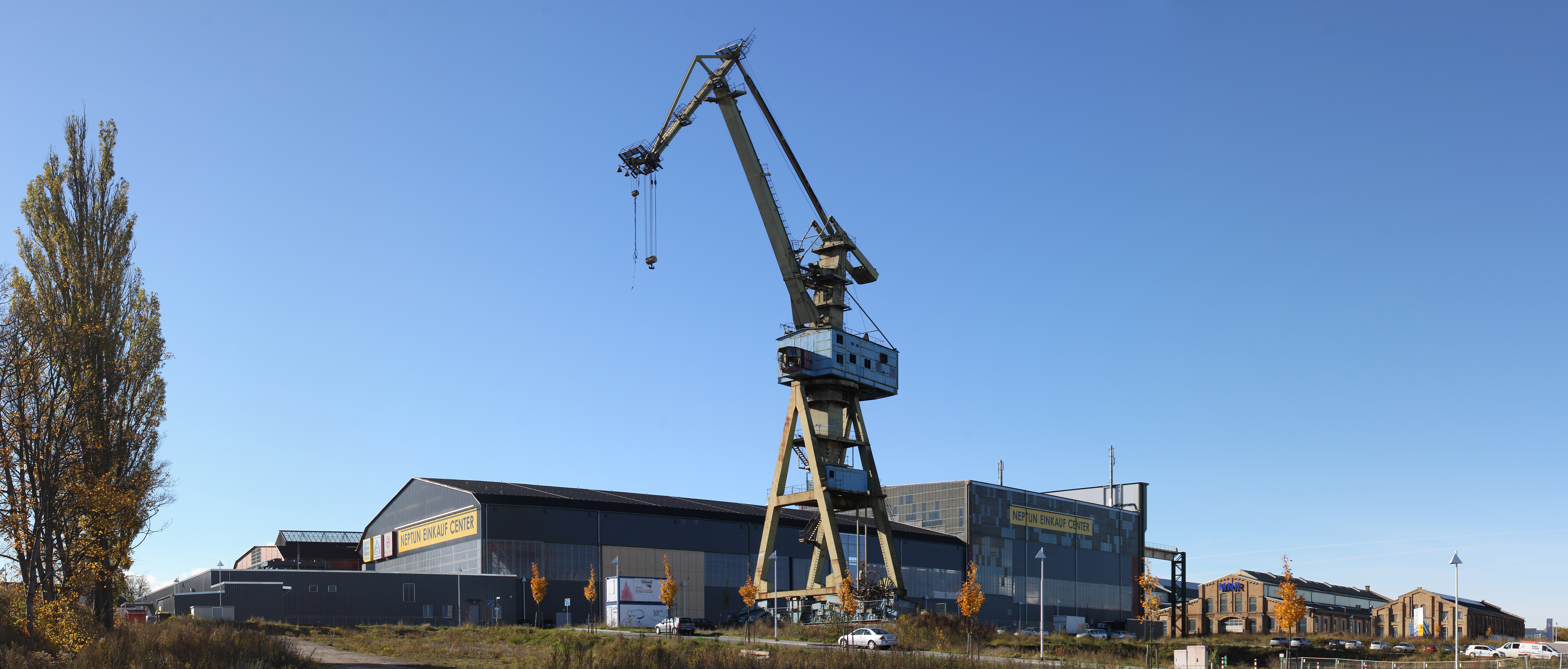
Blick auf erhaltene Gebäude auf dem ehemaligen Werftgelände mit dem Kran

Das ehemalige Werftgelände am Rande der Rostocker Innenstadt wird städtebaulich neu geplant und bebaut. Insbesondere Bürobauten und Wohnhäuser wurden neu errichtet, nachdem viele Gebäude und Anlagen (wie die Helling sowie die Hochtrasse mit verschiedenen Versorgungsleitungen) abgerissen worden waren. Die Hafenpromenade wird entlang der Warnow über das Grundstück hinweg Richtung Warnemünde fortgesetzt. Der letzte verbliebene Hafenkran steht unter Denkmalschutz, er wurde im Jahr 2014 für 300.000 Euro saniert und neu lackiert. Die frühere Führerkanzel wird als Trauzimmer des Standesamtes genutzt, das Dach des entkernten Maschinenhauses dient als Aussichtsplattform.
Ebenfalls auf dem historischen Werftgelände entstand das „Internationale Haus des Tourismus“ als Schaltzentrale für den Tourismus in Mecklenburg-Vorpommern.
Der Hochbunker ist ein kultureller Treffpunkt. Das nach einem Brand stark beschädigte ehemalige Klubhaus wurde 2011 abgerissen, da es nicht mehr genutzt werden konnte. Die ebenfalls unter Denkmalschutz stehende große Schiffbauhalle wurde zu einem Einkaufsmarkt umgebaut. Die Läden wurden als neues Gebäude in die (äußere) Hülle der Halle gesetzt, das südwestliche Hallenschiff wird als Parkplatz genutzt, so dass ein wettergeschützer Zugang entstand.

## Bekannte Schiffe und Baureihen der Werft (Auswahl)
- H
- Pampa
- Oituz
- Prosit III
- Schipka
- Ettsi IV
- Kolomna (Schiffstyp)
- Andizhan (Schiffstyp)
- Povenez (Schiffstyp)
- Pioner (Schiffstyp)
- Trailerschiff 4850 t DW
- Ilri / Ilri (Typ IV)
- Albatros (Schiffstyp)
- Neptun 381 (Serie Hamburger Wall)
- Neptun 371 (Serie Sol Michel)
- Neptun 388 (Serie Neuenburg)
- Neptun 401 (Serie Hans Krüger)
- Neptun 403 (Serie Ivory Tellus)
- Neptun 421 (Serie Cam Doussié)
- MPC Neptun 900
- CFV Neptun 600
- Poseidon (Schiffstyp)
- mehrere A-Rosa Flussschiffe
- Viking Longships
- Varna
- Eisenbahnfährschiff Sassnitz
- Eisenbahnfährschiff Warnemünde
- Eisenbahnfährschiff Rügen

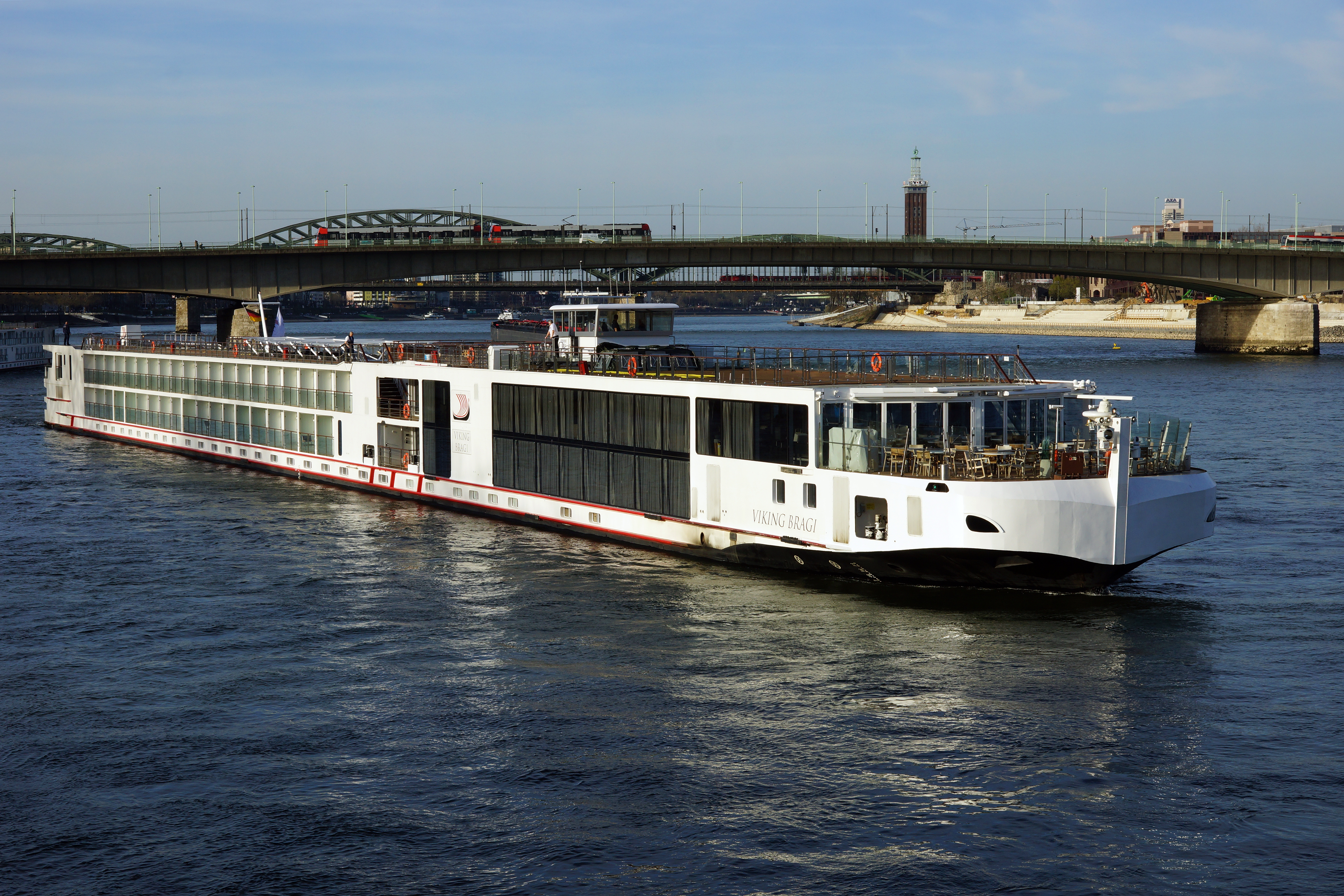
Viking Bragi, Viking Longships

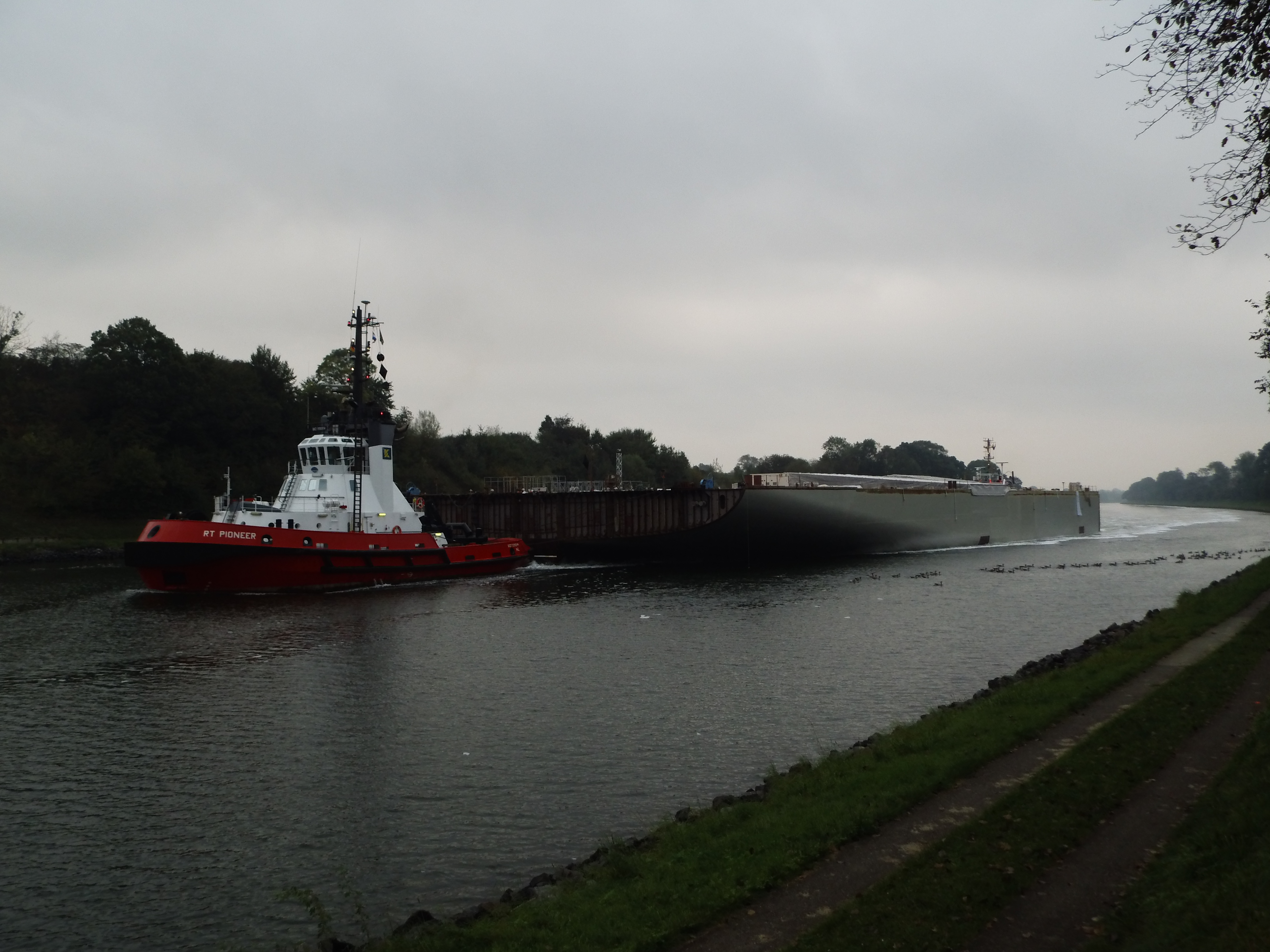
Schwimmende Maschinenraumsektion der AIDAnova, gebaut auf der Neptun Werft

- Doppelendfähren Schleswig-Holstein (2011) und Norderaue (2018) der Wyker Dampfschiffs-Reederei Föhr-Amrum GmbH

## Museumsschiffe
- Kieler Sprotte, ex Ueckermünde, ex Walter, ex Großherzogin Alexandra (Baujahr 1905), Seebäderschiff, Kiel
- Kronprinz, ex Undine, ex Kronprinz Wilhelm (Baujahr 1910), Seebäderschiff, Rostock.
- Likedeeler, ex Condor (Baujahr 1962), Frachtmotorschiff, Rostock